# El Brull (ort)
El Brull är en ort i Spanien.   Den ligger i provinsen Província de Barcelona och regionen Katalonien, i den östra delen av landet, 500 km öster om huvudstaden Madrid. El Brull ligger 1 070 meter över havet och antalet invånare är 207.
Terrängen runt El Brull är huvudsakligen kuperad, men åt nordväst är den platt. El Brull ligger uppe på en höjd. Runt El Brull är det ganska tätbefolkat, med 60 invånare per kvadratkilometer. Närmaste större samhälle är Vic, 13,3 km norr om El Brull. I omgivningarna runt El Brull växer i huvudsak blandskog.